# St. Peter (Lieser)

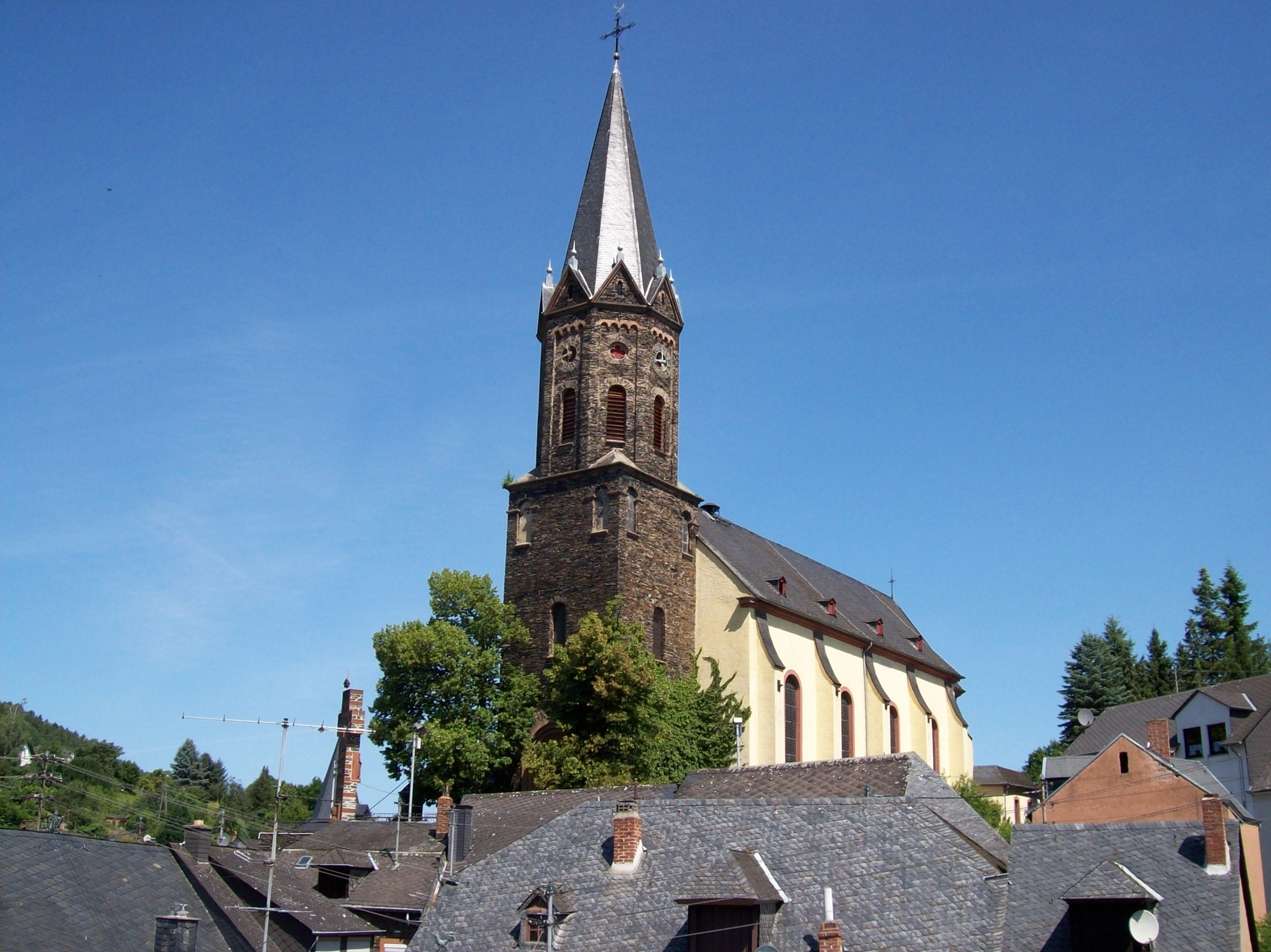
Pfarrkirche St. Peter mit Kriegerdenkmal, über den Dächern von Lieser

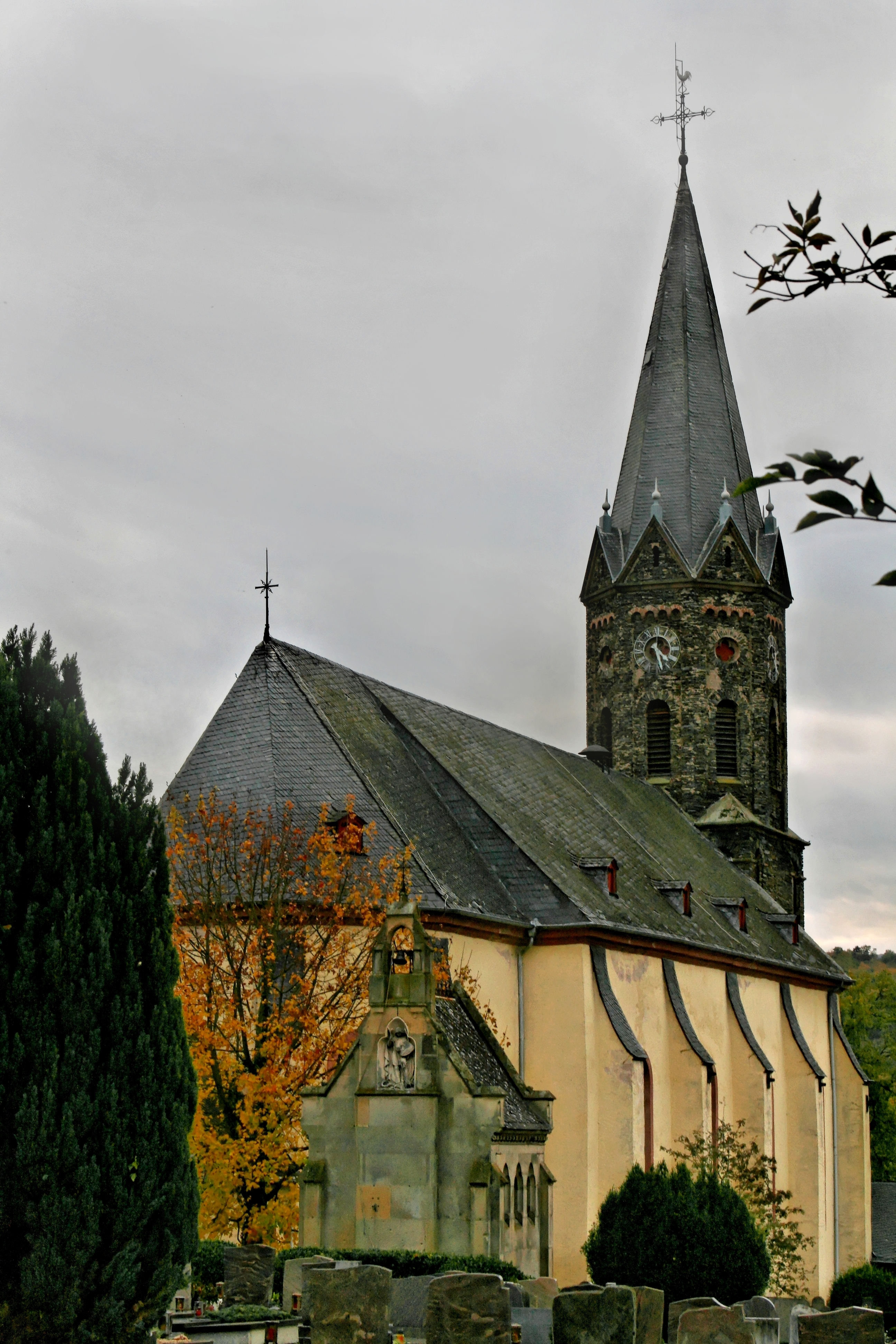
Pfarrkirche vom Friedhof aus gesehen, im Vordergrund die neugotische Gruftkapelle der Familien Puricelli und von Schorlemer

Die katholische Pfarrkirche St. Peter in Lieser, einem Weindorf an der Mittelmosel, ist ein kreuzgewölbter Saalbau aus dem Jahr 1782. Der nach Süden gelegene unverputzte Turm wurde nach einem verheerenden Brand am 25. Mai 1860, bei dem auch die wertvollen alten Glocken schmolzen, bis 1861 neu errichtet. Die Kirche ist auf einem Felsvorsprung erbaut und überragt das Unterdorf. Mitsamt dem Kriegerdenkmal zur Erinnerung an die Gefallenen des Ersten Weltkriegs und der Gruftkapelle der Familie von Schorlemer auf dem dahinter liegenden Friedhof steht sie unter Denkmalschutz.

## Geschichte
Die vorläufig erste urkundliche Erwähnung einer Kirche im Dorf Lieser stammt vom 26. August 1165, als der Trierer Erzbischof Hillin von Fallemanien der Abtei St. Hubert deren Besitztümer in Lieser bestätigte. Das Patronatsrecht, darunter das Recht zur Bestallung eines Pfarrers bei Vakanz, wurde bis 1569 von der Abtei St. Hubert wahrgenommen und endete erst mit einer Verzichtserklärung vom 5. Februar 1575 zugunsten des Trierer Erzbischofs Jakob III. von Eltz.
Nach einem Visitationsbericht aus dem Jahr 1569 verfügte die Kirche über vier Altäre, drei Kelche und eine Monstranz. In diesem Visitationsbericht wurde noch die heilige Katharina als Kirchenpatronin genannt, bei den Visitationen von 1609, 1640, 1652, 1656 und 1684 stand die Kirche dagegen bereits unter dem Patrozinium von St. Petrus und St. Katharina. Erst später wurde Simon Petrus zum alleinigen Schutzpatron der Kirche.
Nachdem die ältere Kirche im 18. Jahrhundert baufällig geworden war, plante der Kurtrierer Hofbaumeister Johannes Seiz zunächst einen Neubau an anderer Stelle und entwarf einen Grund- und Aufriss. Dieser Plan konnte nur in abgeänderter Form verwirklicht werden, da kein totaler Neubau erfolgte, sondern nur das Kirchenschiff der alten Kirche abgerissen wurde. Unter Leitung des Architekten Lorenz Leblanc aus Pfalzel und des Trierer Hofrats Haas entstand unter Einbeziehung des alten Kirchturms bis 1782 ein Neubau des Kirchenschiffes, wobei die Pfarrangehörigen Hand- und Spanndienste leisten mussten. Während der Vorgängerbau geostet war, erfolgte aus Platzmangel wegen der gleichzeitigen Vergrößerung des Kirchenschiffes eine Ausrichtung nach Norden.
Bei der Brandkatastrophe am 25. Mai 1860, der in Lieser etwa 40 Wohnhäuser und zwei Schulgebäude zum Opfer fielen, wurde auch die Kirche schwer beschädigt. In der Pfarrchronik wird darüber folgendermaßen berichtet: „Den 25. Mai 1860 brach in Lieser ein Brand aus, der, obgleich von der Kirche in einer an der Mosel gelegenen Straße entstanden, doch mit solcher Heftigkeit wütete, daß er ganze Straßen hinwegfegte und mit seiner Flammenglut die Turmspitze erreichte und sie entzündete. Der Turm brannte bis auf die Mauern nieder, die schönen alten Glocken zerschmolzen, und das Dach der Kirche wurde zerstört.“
Ein Wiederaufbau des Kirchturms, der nach dem Lagerbuch 22 Fuß oder 6,29 m lang und 15 Fuß oder 4,29 m breit war, begann noch im selben Jahr. Der neue Turm wurde in neuromanisch-gotischem Mischstil über einem rechteckigen Sockel, der bis zur Höhe des Kirchendaches reicht, oktogonal weitergeführt und endet in einem spitzen schiefergedeckten Dachaufsatz mit Turmhahn. In den Neubau aus unverputztem Schiefermauerwerk wurde über dem Eingang eine Rokoko-Kartusche mit einem Brustbild des heiligen Petrus integriert.
Unter Pfarrer Dionysius Schweisthal fand 1956 eine großangelegte Renovierung der Kirche statt. Das Dach wurde neu eingedeckt, und ab dem Sommer erhielt die Kirche eine neue Ausmalung, die mit dem Diözesankonservator und dem Landeskonservator in Mainz abgestimmt war.
Bei den Restaurierungsarbeiten des Jahres 1982 wurden die 1924 entstandenen und bei der Restaurierung 1956 übertünchten Malereien der Kunstmaler Johann Schumann aus Lieser und Hermann Braun aus Trier wieder freigelegt.
Seit dem 1. Januar 2024 gehört St. Peter zur neu gegründeten Pfarrei St. Nikolaus Bernkastel-Kues, die von einem Pfarrer und einem Kooperator seelsorgerisch betreut wird.

## Beschreibung

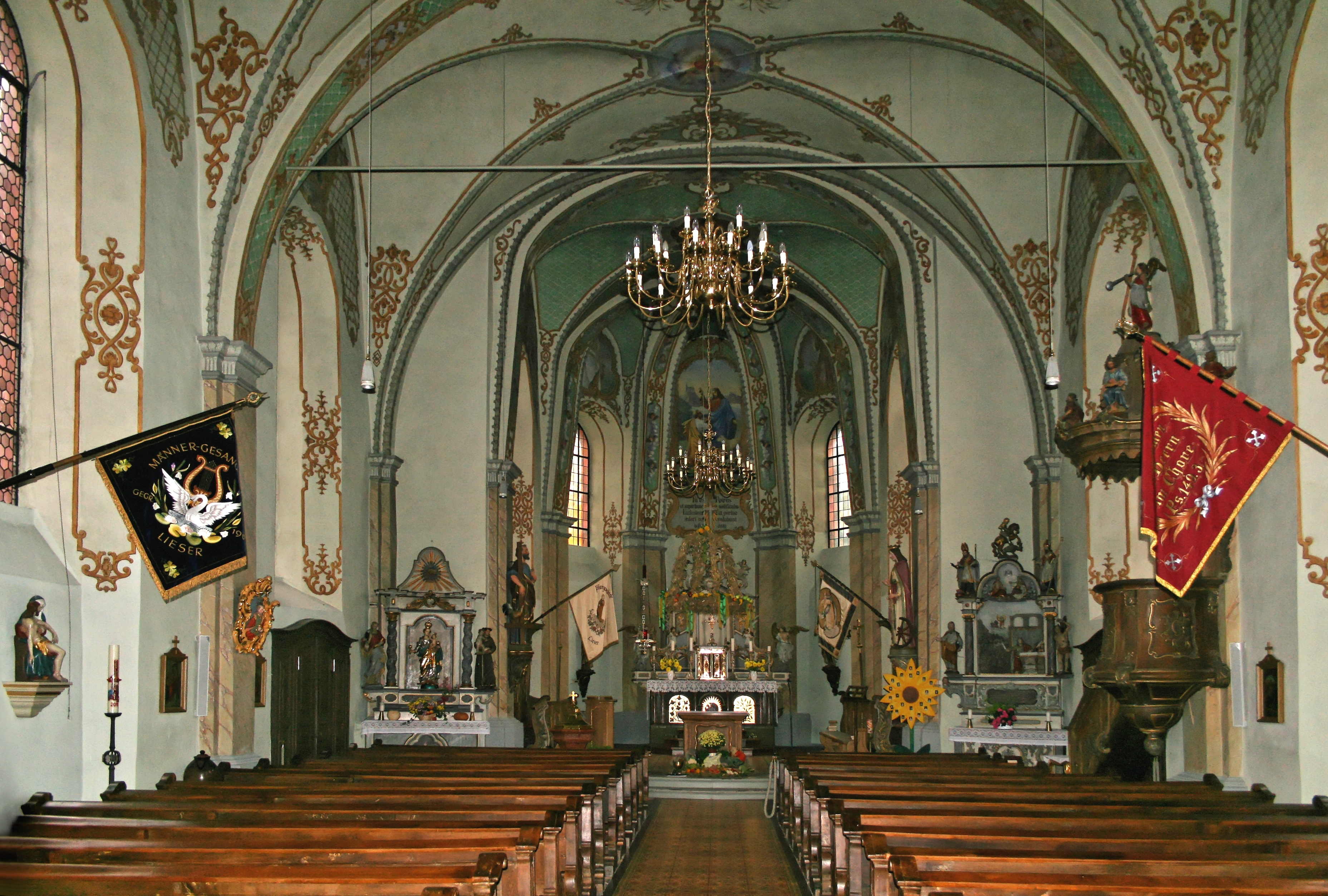
Innenansicht der Pfarrkirche St. Peter

Die heutige Kirche ist ein Saalbau aus verputztem Bruchstein. Ihre Maße, unter Einbeziehung des nach Norden gerichteten Chores, betragen in der Länge etwa 30,80 m, in der Breite 10,90 m und in der Höhe bis zum Hauptgesims 5,50 m. Eine kreuzgewölbte Sakristei mit einer Ausstattung aus der zweiten Hälfte des 18. Jahrhunderts ist an den Chorraum angebaut.
Das Kirchenschiff besteht nach der Beschreibung von Hans Vogts „aus vier korbbogigen Kreuzgewölbejochen mit Gurtbögen, die auf Pfeilervorlagen ruhen.“ Diesen entsprechen außen Strebepfeiler mit geschweiften Schieferabdeckungen. Die Gewände der zwölf rundbogigen Fenster sind aus Ehranger rotem Sandstein gefertigt. An der Südseite des 1860 erbauten Kirchturms befindet sich der Haupteingang in Form eines neuromanischen Stufenportals, woran sich eine Vorhalle und dann das Kirchenschiff anschließt.

## Innenausstattung

### Hochaltar

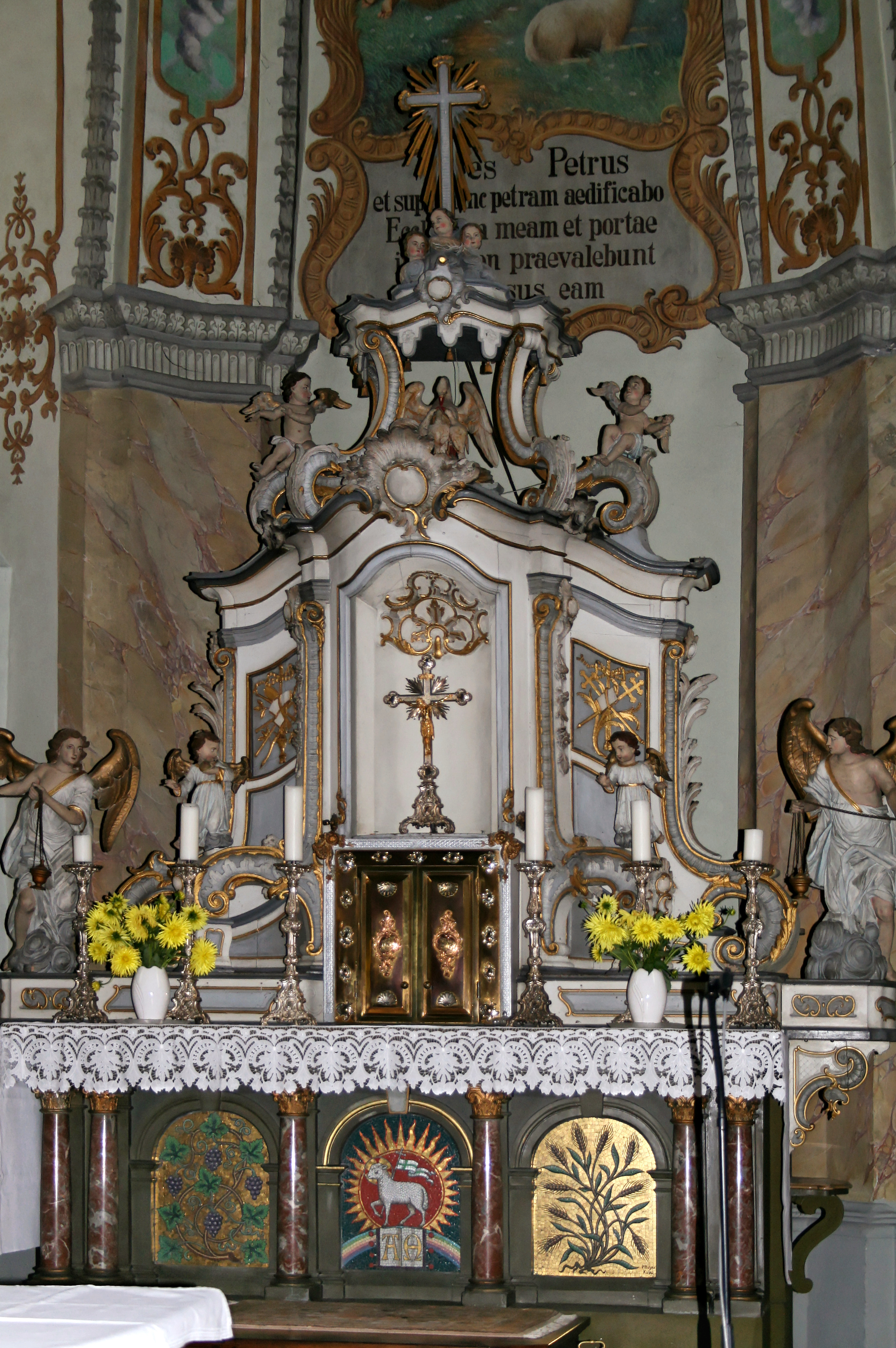
Rokoko-Hochaltar

Der holzgeschnitzte Hochaltar hat einen geschweiften Rokoko-Aufsatz mit zwei kleinen und zwei größeren Engelsfiguren, zwei Wappenschilden, Bischofsstab und Mitra. Das Antependium und die weiteren Engelsfiguren gelten nach der Beschreibung von Hans Vogts als „neu“.

### Johannesaltar
Das in der Literatur am ausführlichsten beschriebene Kunstwerk ist neben einer Monstranz aus dem Jahr 1615 der rechte Seitenaltar, der dem Evangelisten Johannes gewidmet ist. Ein Vorgängeraltar wurde erstmals 1569 erwähnt. Nach der Inschrift auf der Predella wurde der heutige holzgeschnitzte Johannesaltar 1624 vom Send- und Gerichtsschöffen Georg Dulicius und seiner Ehefrau Elisabeth, geborene Sauer, gestiftet, 1763 umgestaltet und 1901 restauriert.
Zu Ehren Gott dem Allmechtigen Mariae seiner Hochwür
digsten Mütter hat der Ehrenhafft Georg Dulcius Söndt
und Gerichtsscheffen und sein hausfrauwe die tugendt
samme Elißabet Sauer zü Lieser diesen Altar aus an=
dacht von newen machen lassen, der Kirchen zu einer zier
und ihrer armen Sehlen zu trost. Anno 1624
R. 1901 – R. 1763
Der Altar entstammt der Trierer Bildhauerschule, möglicherweise aus der Werkstatt der Nachkommen des Trierer Bildhauers Hans Ruprecht Hoffmann. Das Relief im Mittelfeld zeigt den Evangelisten Johannes mit Adler, wie er auf Patmos (hier als befestigter Ort mit Kirche dargestellt) die Offenbarung durch die Dreifaltigkeit empfängt und mit einer Schreibfeder aufschreibt. Auf dem kleeblattförmigen Giebel des Altars steht ein berittener heiliger Georg mit Drachen. Auf der linken Seite des Altars sind Standfiguren des heiligen Nikolaus und des Evangelisten Matthäus, auf der rechten Seite Standfiguren des heiligen Eligius und des Märtyrers Sebastian angebracht. Das Antependium entstammt dem Jahr 1763.

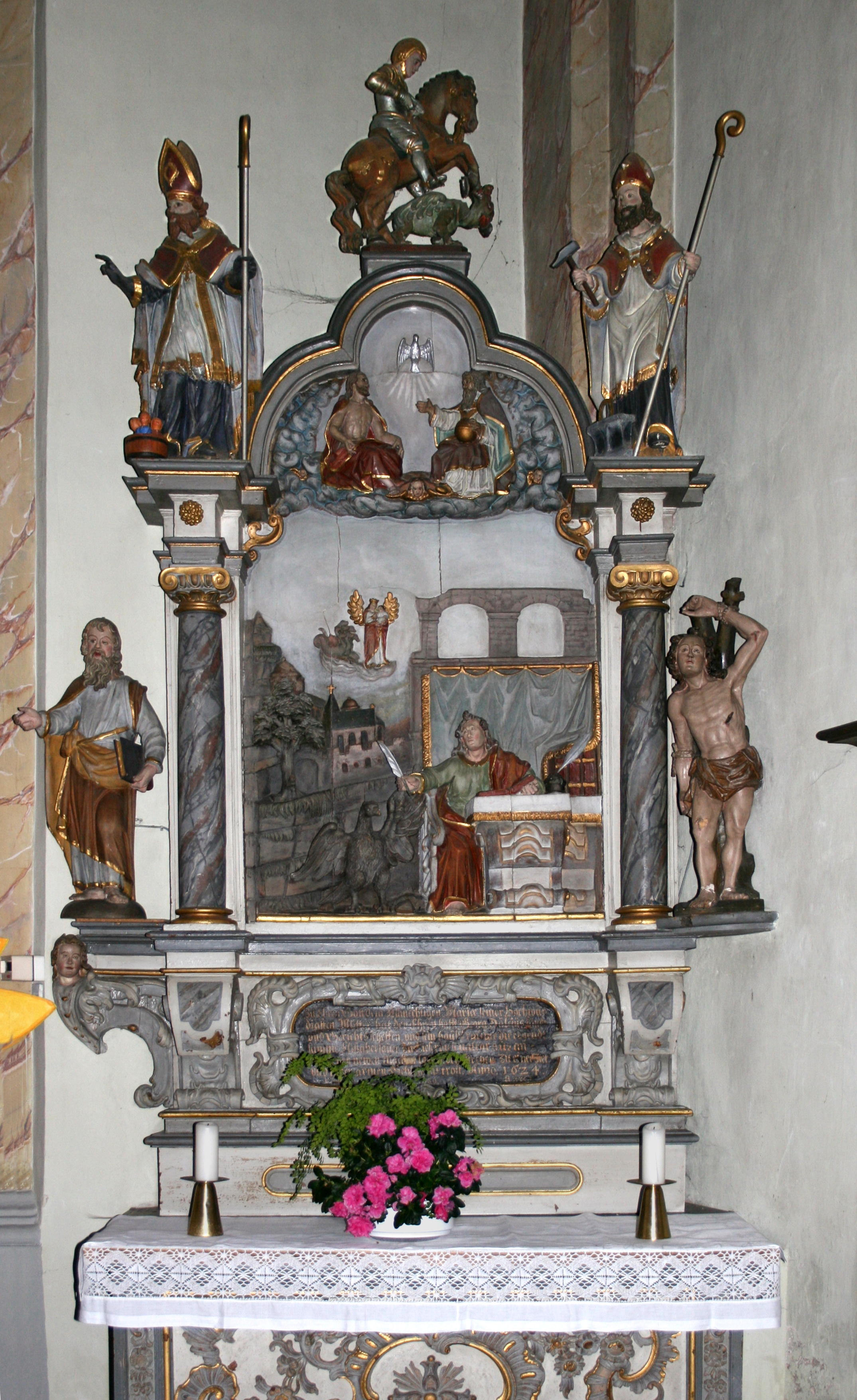
Johannesaltar von 1624
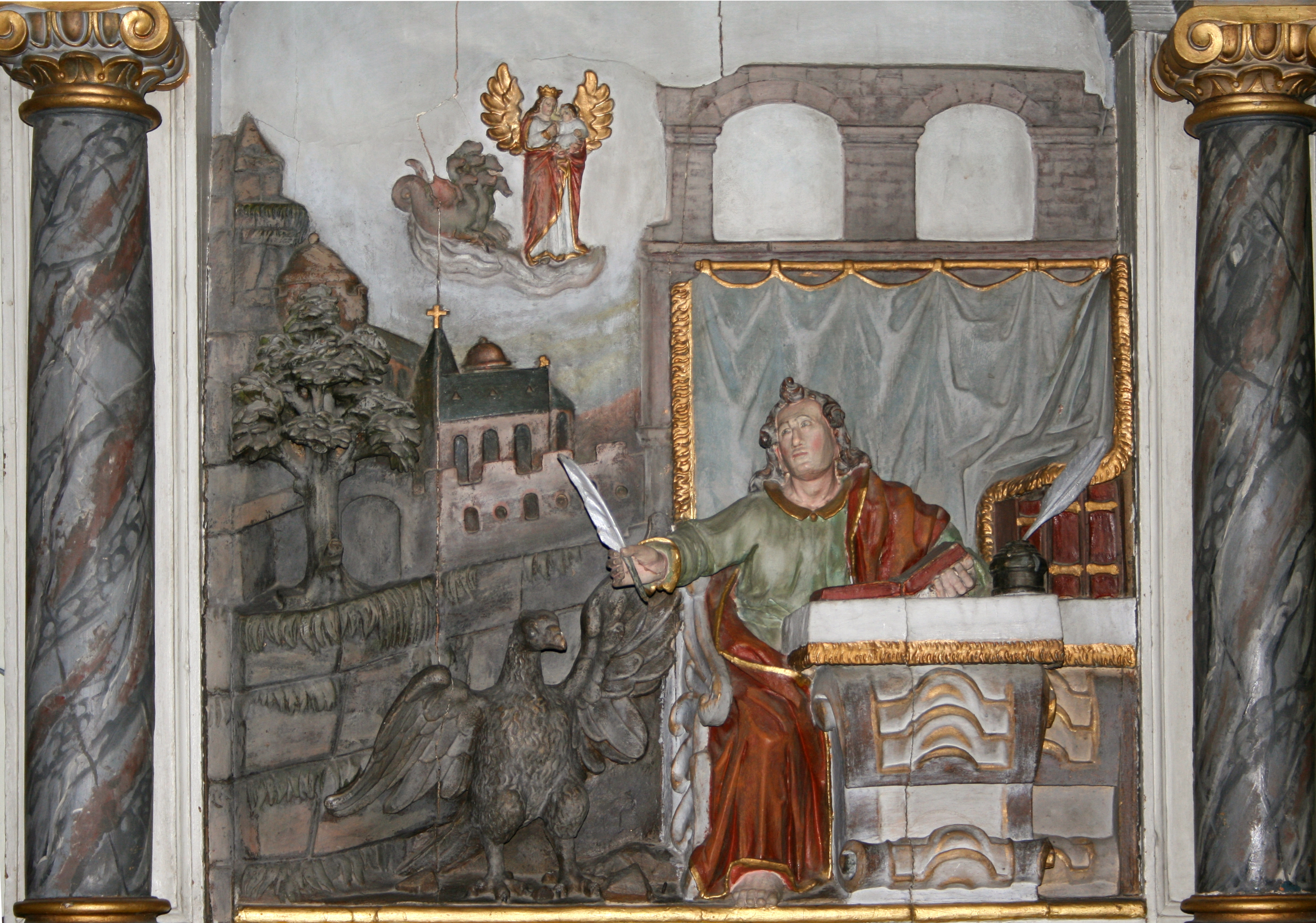
Johannesaltar, Detail aus dem Mittelfeld
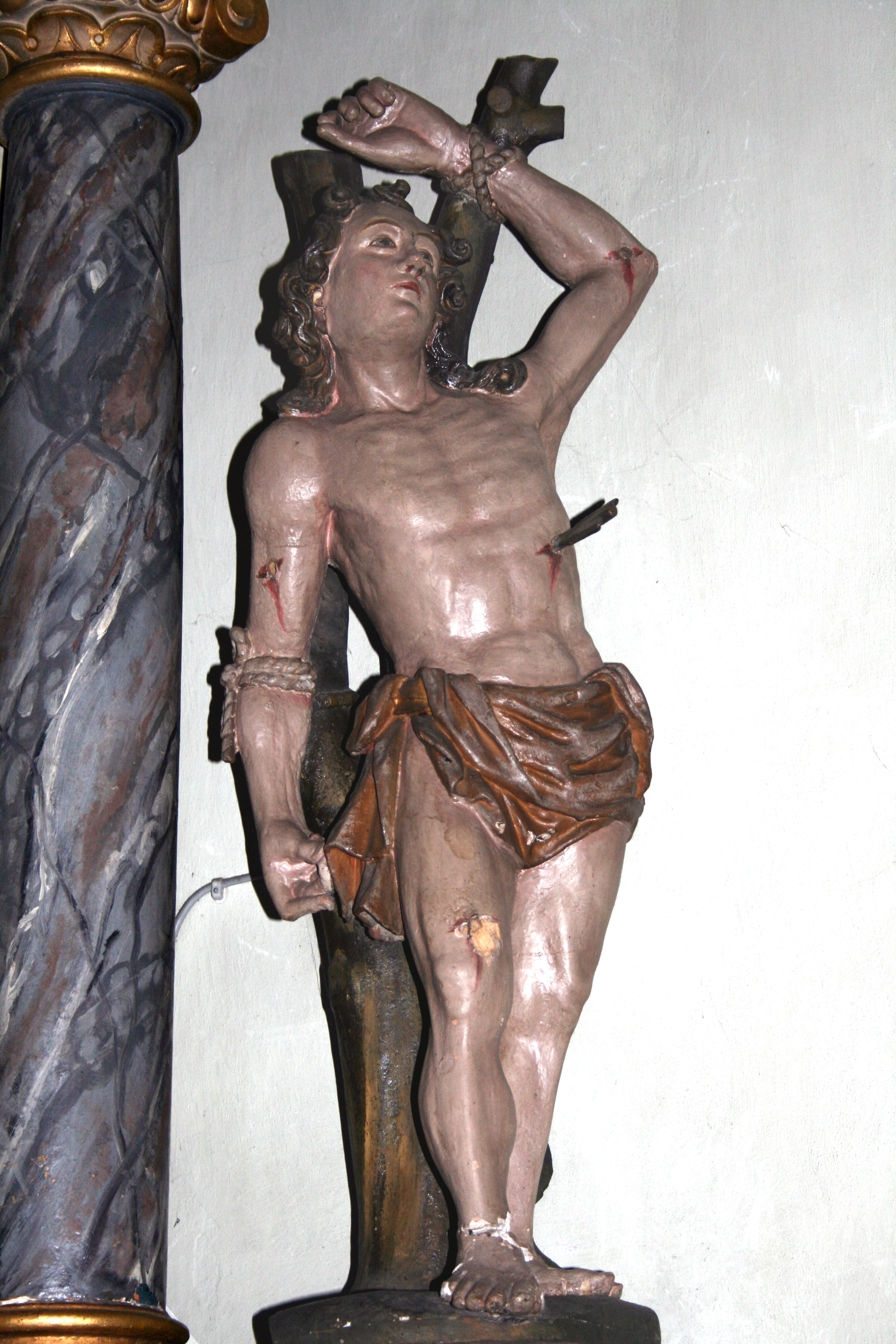
Johannesaltar, St. Sebastian
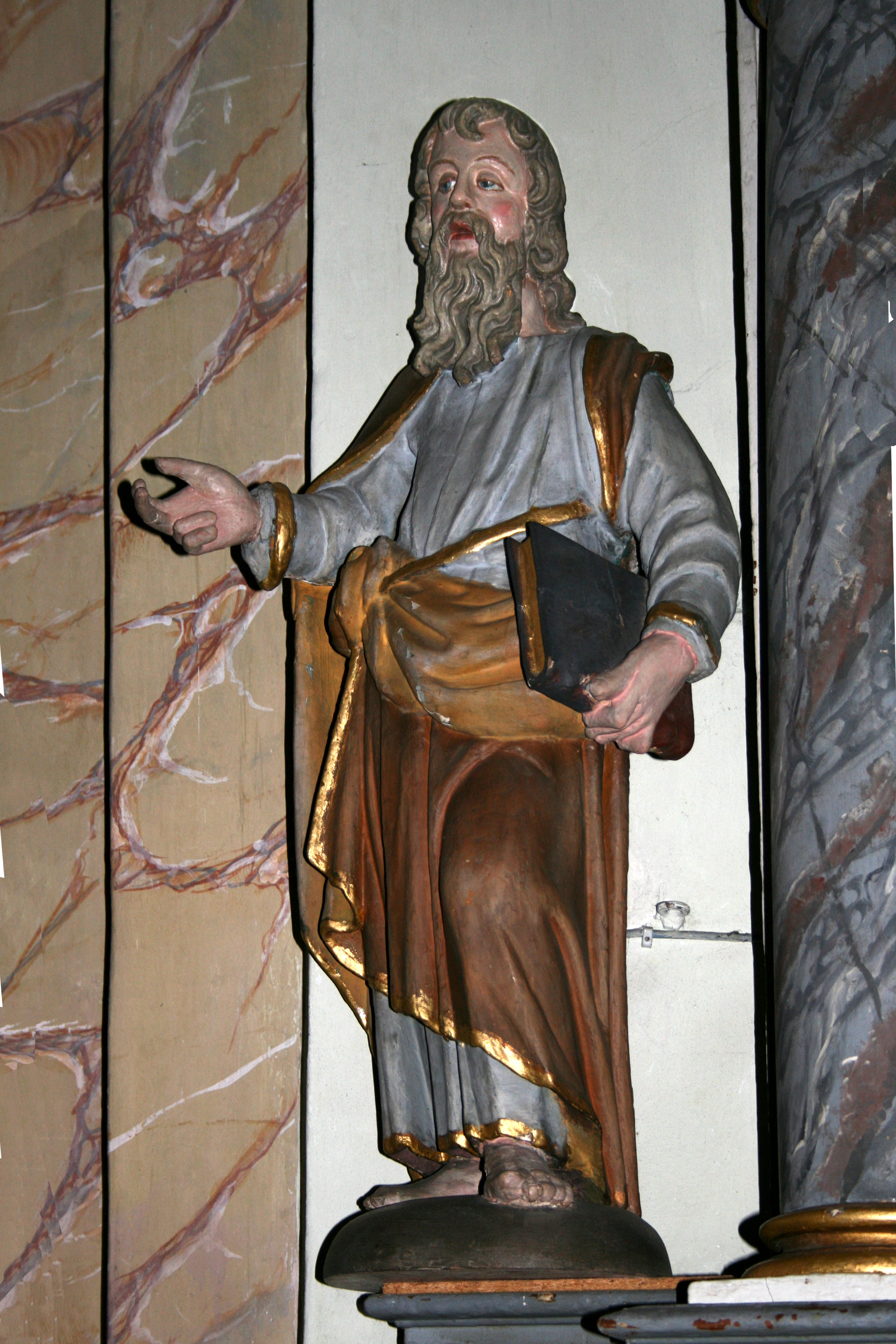
Johannesaltar, St. Matthäus

### Marienaltar

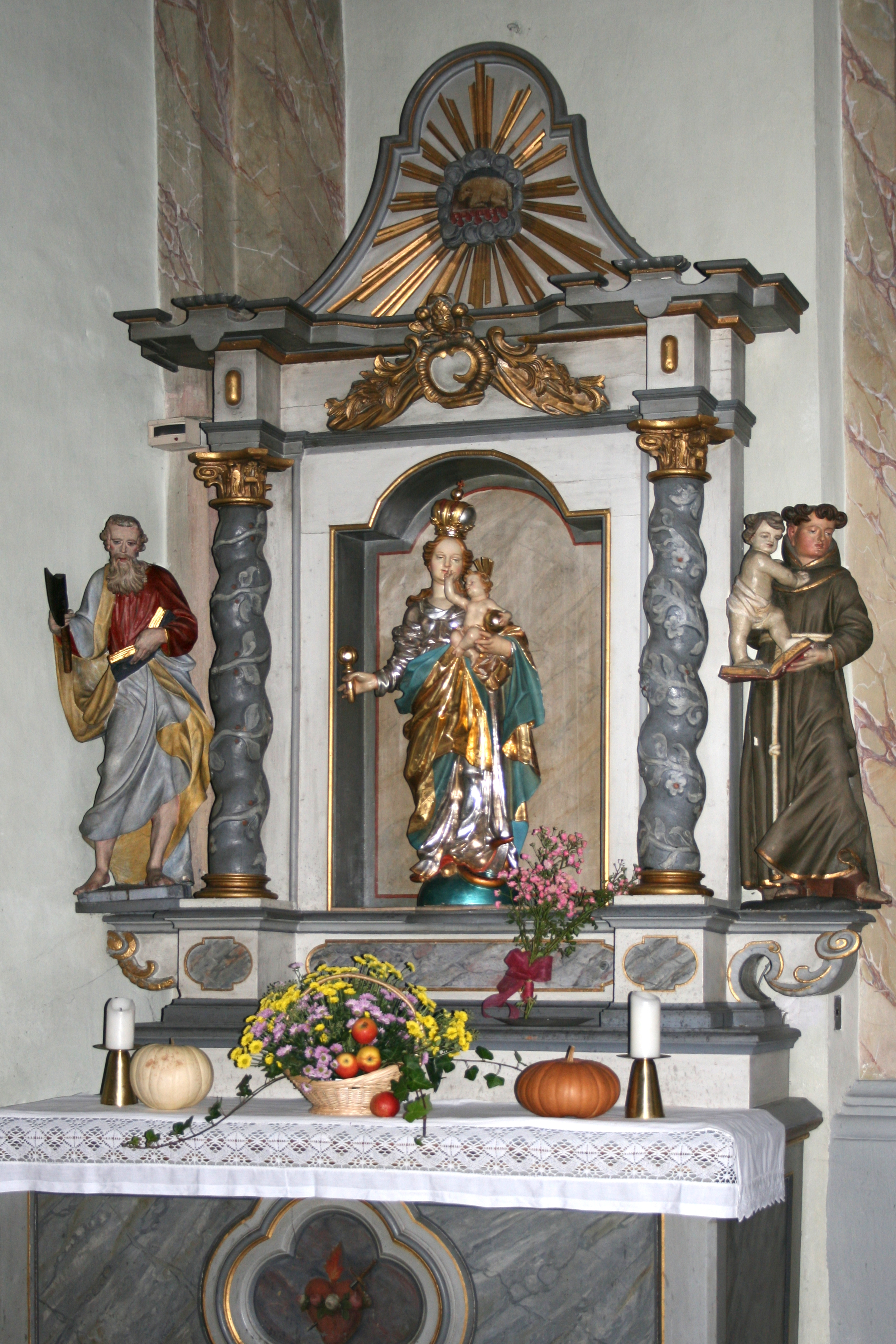
Marienaltar mit einer Madonna aus dem 18. Jahrhundert

Ein erster Marienaltar wurde 1651 geweiht und 1700 im Kirchenbuch nach einer neuen Bemalung erwähnt. Noch um 1935 bestand als linker Seitenaltar ein neugotischer Marienaltar aus der zweiten Hälfte des 19. Jahrhunderts. Auf dem heutigen Marienaltar, der sich seit der Renovierung 1956 wieder in der Kirche befindet, steht in der Mitte in einer Nische eine farbig gefasste 1,20 m hohe Madonna aus der Mitte des 18. Jahrhunderts, die als Mutter Jesu und Königin das Jesuskind auf dem Arm trägt und Satan in Gestalt der Schlange den Kopf zertritt. Umrahmt wird der Altaraufsatz von zwei Standfiguren von Heiligen, links ein Matthias mit Buch und Beil, rechts Antonius von Padua, dargestellt als Mönch mit aufgeschlagenem Buch, auf dem das Jesuskind steht.

### Kanzel und sonstige Ausstattung
Die aus Holz gefertigte Kanzel aus der Mitte des 18. Jahrhunderts hat einen runden Grundriss. Der Schalldeckel ist von den vier Evangelisten bekrönt.
Im Chorraum stehen außer dem Hochaltar zwei geschnitzte fünfsitzige Chorbänke im Rokokostil. An den Wänden sind vier Heiligenfiguren angebracht, nach der Beschreibung von Hans Vogts aus dem Jahr 1935 unter anderem eine 1,10 m hohe Standfigur des Apostels Matthias aus dem 17. Jahrhundert, die im Stil den Figuren des Johannesaltars entsprach.

## Orgel

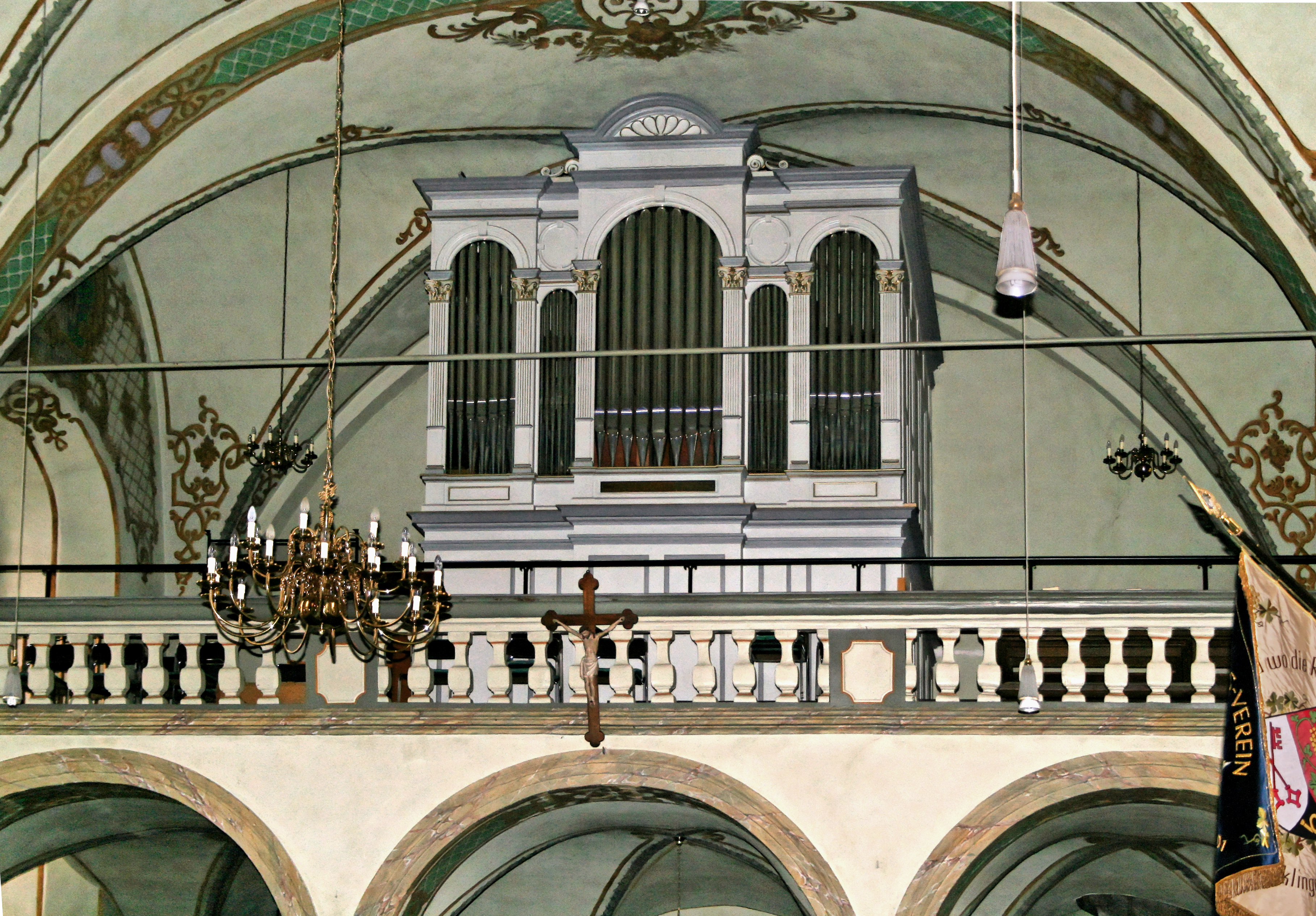
Heutige Voltmann-Orgel

Die heutige Orgel aus dem Jahr 1890 aus der Werkstatt des Orgelbauers Heinrich Voltmann unter Mitwirkung von Anton Turk befindet sich auf einer Empore mit drei Kreuzgewölbejochen und zwei Pfeilern. Die Orgel ist eine Stiftung des Industriellen Eduard Puricelli und wurde 1891 fertiggestellt. Der Orgelprospekt ist durch Pfeiler und Rundbögen gegliedert und entspricht dem Empirestil. Möglicherweise gehörte das Gehäuse zur Unterbringung der Orgelpfeifen bereits zur Erstausstattung der Kirche.
Eine umfangreiche Restaurierung der historischen Voltmann-Orgel erfolgte 1994 durch die Orgelbaufirma Josef Weimbs.
Die Orgel hat folgende Disposition:
| I Hauptwerk C–f3 |                |     |
| 1.               | Principal      | 8′  |
| 2.               | Bourdon        | 16′ |
| 3.               | Viola di Gamba | 8′  |
| 4.               | Hohlflöte      | 8′  |
| 5.               | Octave         | 4′  |
| 6.               | Quinte         | 3′  |
| 7.               | Octave         | 2′  |
| 8.               | Mixtur III     | 2′  |
| 9.               | Trompete       | 8′  |

| II Positiv C–f3 |                  |    |
| 10.             | Geigenprincipal  | 8′ |
| 11.             | Salicional       | 8′ |
| 12.             | Flauto dolce     | 8′ |
| 13.             | Lieblich Gedackt | 8′ |
| 14.             | Rohrflöte        | 4′ |

| Pedal C–c1 |             |     |
| 15.        | Subbass     | 16′ |
| 16.        | Violoncello | 8′  |
| 17.        | Posaune     | 16′ |

- Koppeln:[33]  II/I, I/P
- Spielhilfen: Collection I und Collection II

## Glocken
Bis zu dem verheerenden Turmbrand am 25. Mai 1860, dem auch die Glocken zum Opfer fielen, besaß die Pfarrkirche vier Glocken, davon zwei aus dem Mittelalter, die entweder aus dem Jahr 1351 oder 1454 stammten. Da der Kirchturm mitsamt den Glocken versichert war, konnten bereits am 29. Juni 1861, dem Patronatstag Peter und Paul, vier neue Glocken der Glockengießerei Mabilon aus Saarburg geweiht werden. Diese neuen Glocken waren auf ein Salve-Regina-Geläut mit den Tönen Des, F, As und B gestimmt. Die kleinste davon, die Donatusglocke, erlitt 1912 einen Sprung, sodass die Glockengießerei den Auftrag erhielt, sie umzugießen und ihr den Ton B zu geben. Nachdem der erste Guss misslungen war und der Ton zu hoch gelegen war, erfolgte ein zweiter Guss, wobei statt des B ein H erklang. Schließlich entschied sich die Kirchengemeinde, diese neue Glocke zu akzeptieren, sodass das heutige Geläut ein Septimenakkord mit den Tönen Des, F, As, H ist.
1942, in der Zeit des Zweiten Weltkriegs, musste die Kirchengemeinde die drei größeren Glocken für Kriegszwecke abgeben. Sie wurden jedoch nicht mehr eingeschmolzen, sondern verblieben auf dem Hamburger „Glockenfriedhof“. Am 11. Januar 1948 kehrten die Glocken in einer feierlichen Prozession nach Lieser zurück und wurden am 2. Mai 1948 im Rahmen einer kirchlichen Feier mit einer erneuten Glockenweihe erstmals wieder geläutet.
| Nr. | Name    | Gussjahr  | Gießer         | Inschrift                            | Gewicht (kg) | Nominal (HT-1/16) |
| --- | ------- | --------- | -------------- | ------------------------------------ | ------------ | ----------------- |
| 1   | Maria   | 1861      | Mabilon        | Sancta Maria, monstra te esse matrum | 2000         | des1              |
| 2   | Petrus  | 1861      | Mabilon        | –                                    | 1100         | f1                |
| 3   | Paulus  | 1861      | Mabilon        | –                                    | 600          | as1               |
| 4   | Donatus | 1861/1912 | Mabilon-Hausen | Sanctus Donatus, ora pro nobis       | 441          | h1                |

## Denkmäler in der Umgebung der Kirche

### Alter Friedhof
Der alte Lieserer Friedhof liegt nördlich der Kirche; hinzu kommen an der Westseite der Kirche einige Priestergräber. Die neugotische Gruftkapelle der Familien Puricelli und von Schorlemer zeigt im Inneren an der Nordwand eine Kreuzigungsgruppe mit Maria und Johannes unter dem Kreuz. Links und rechts sind Gedenktafeln angebracht; die linken erinnern an Leo Puricelli (1858–1886), Eduard Puricelli (1826–1893), Burchard Freiherr von Schorlemer (1860–1897) und Hyacinthe Puricelli (1832–1899). Diese Familiengruft steht heute ebenso wie das Kriegerdenkmal vor der Kirche unter Denkmalschutz, siehe die Liste der Kulturdenkmäler in Lieser.

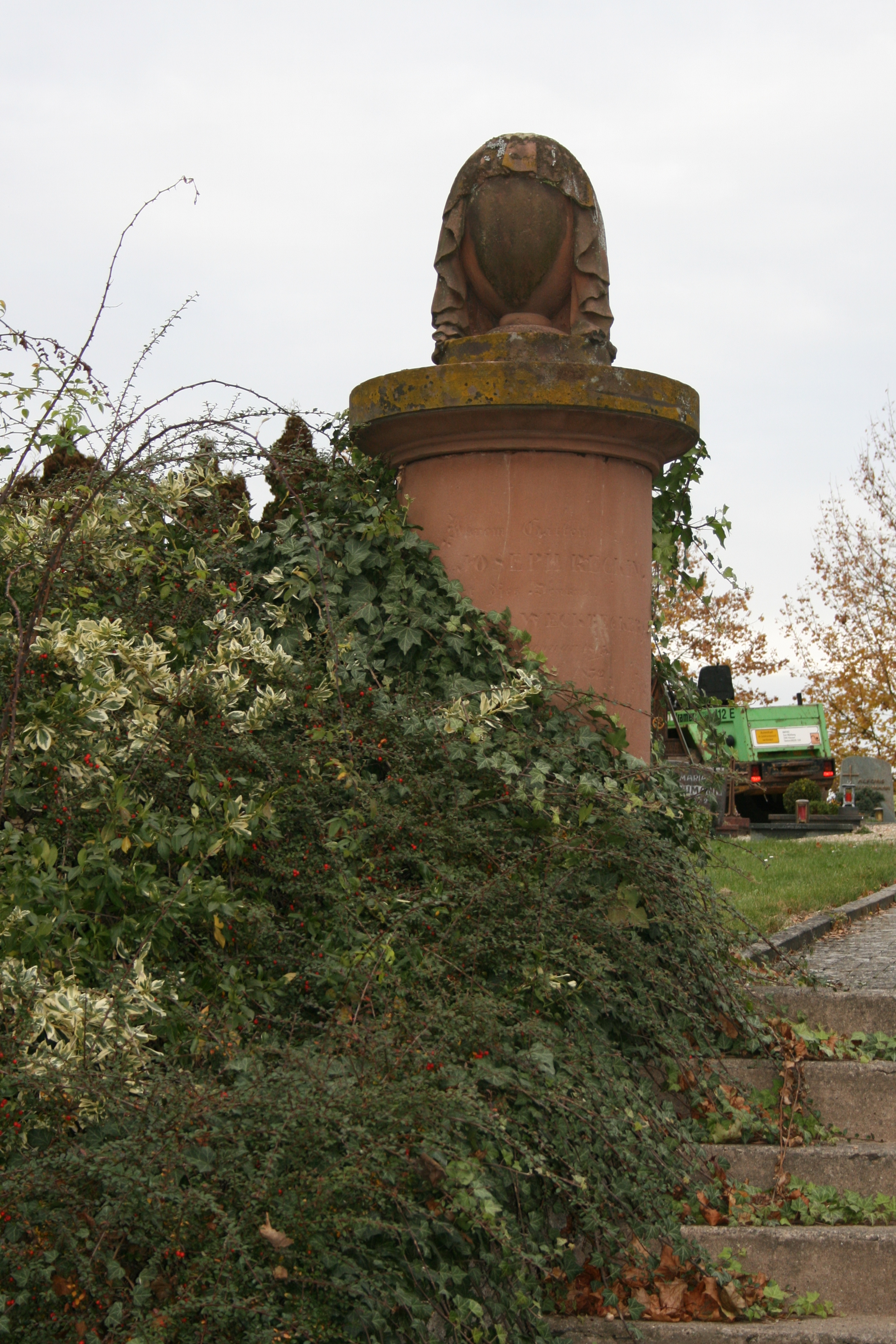
Eingang zum alten Friedhof
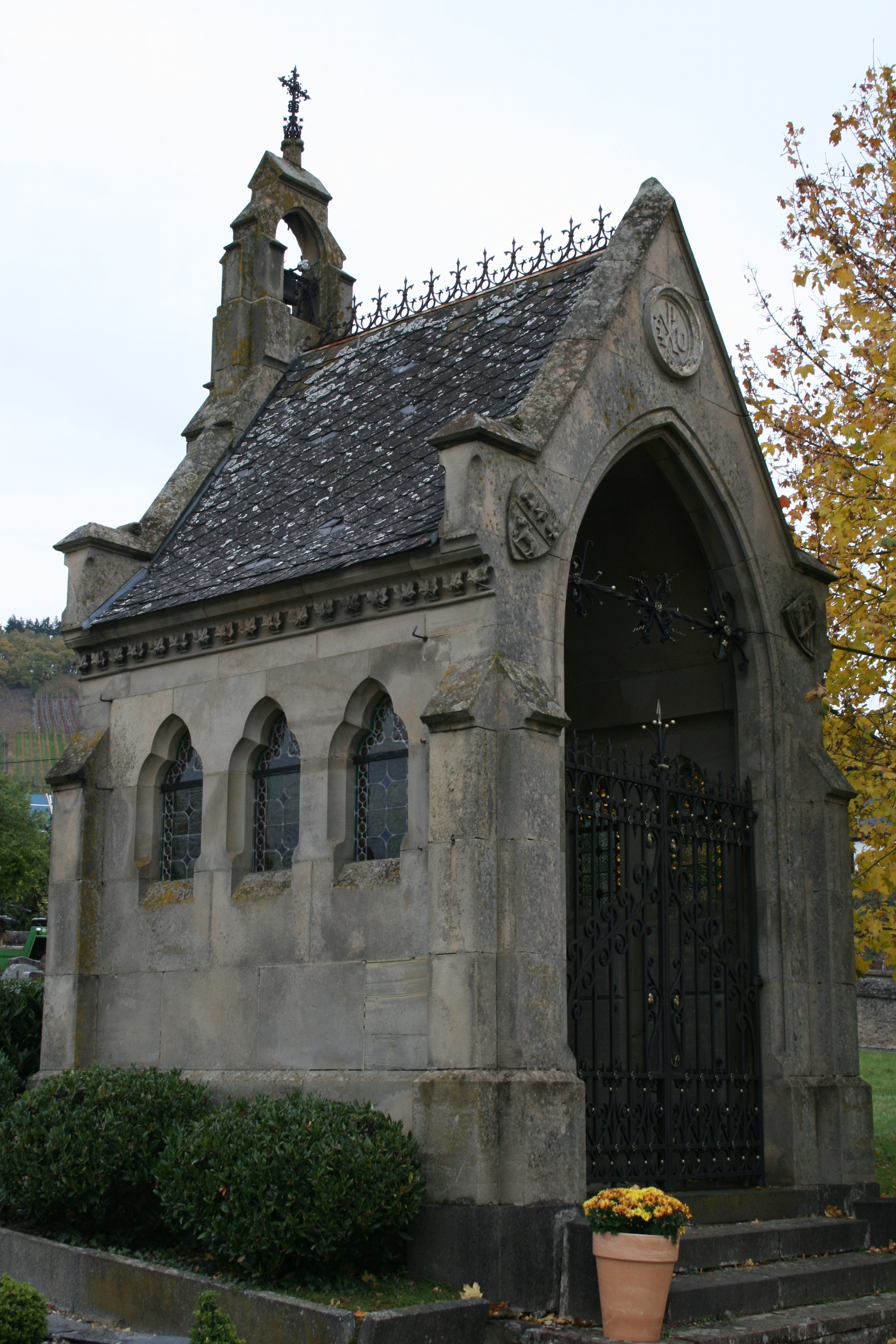
Neugotische Gruftkapelle der Familien Puricelli und von Schorlemer
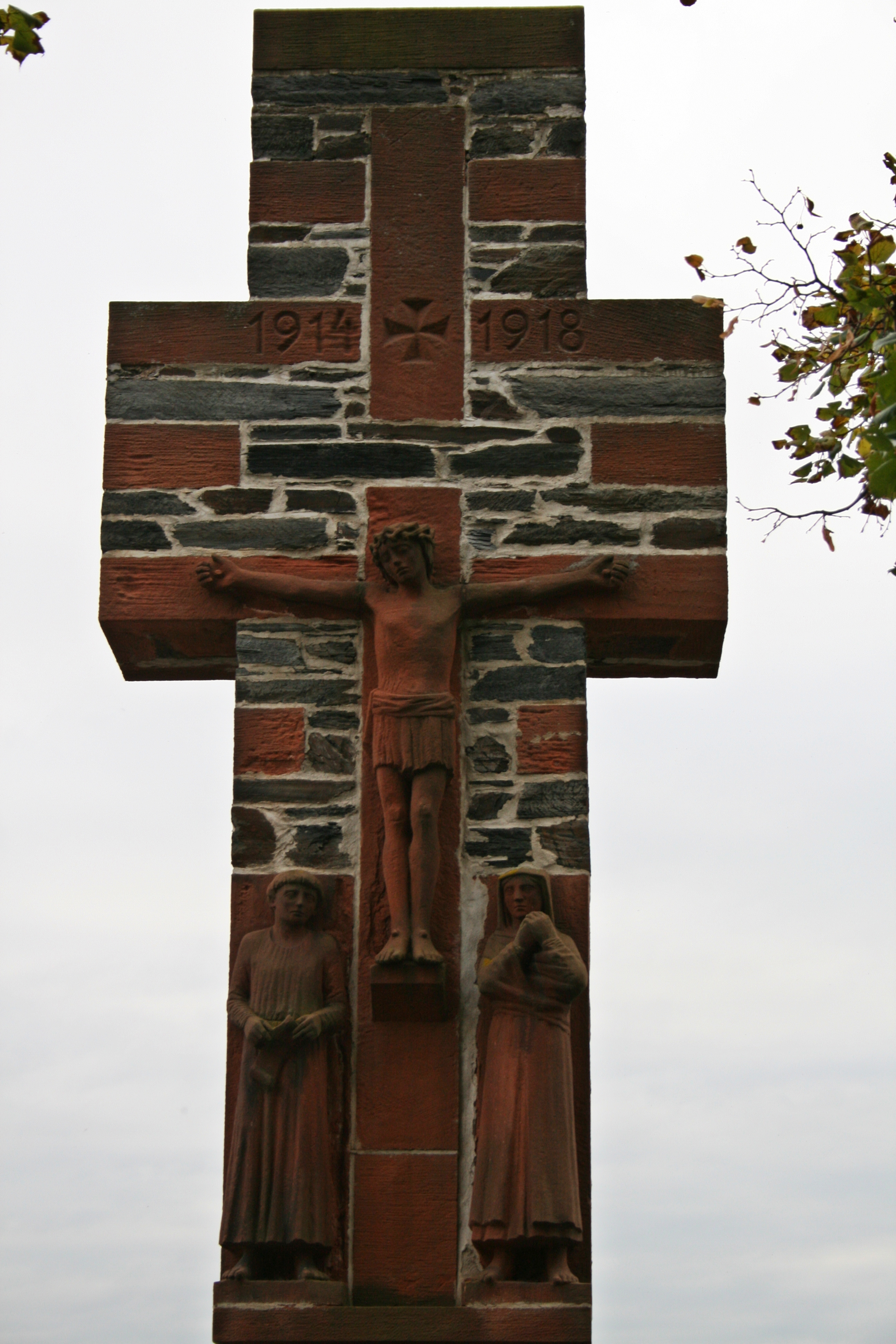
Kriegerdenkmal zur Erinnerung an die Gefallenen des Ersten Weltkriegs
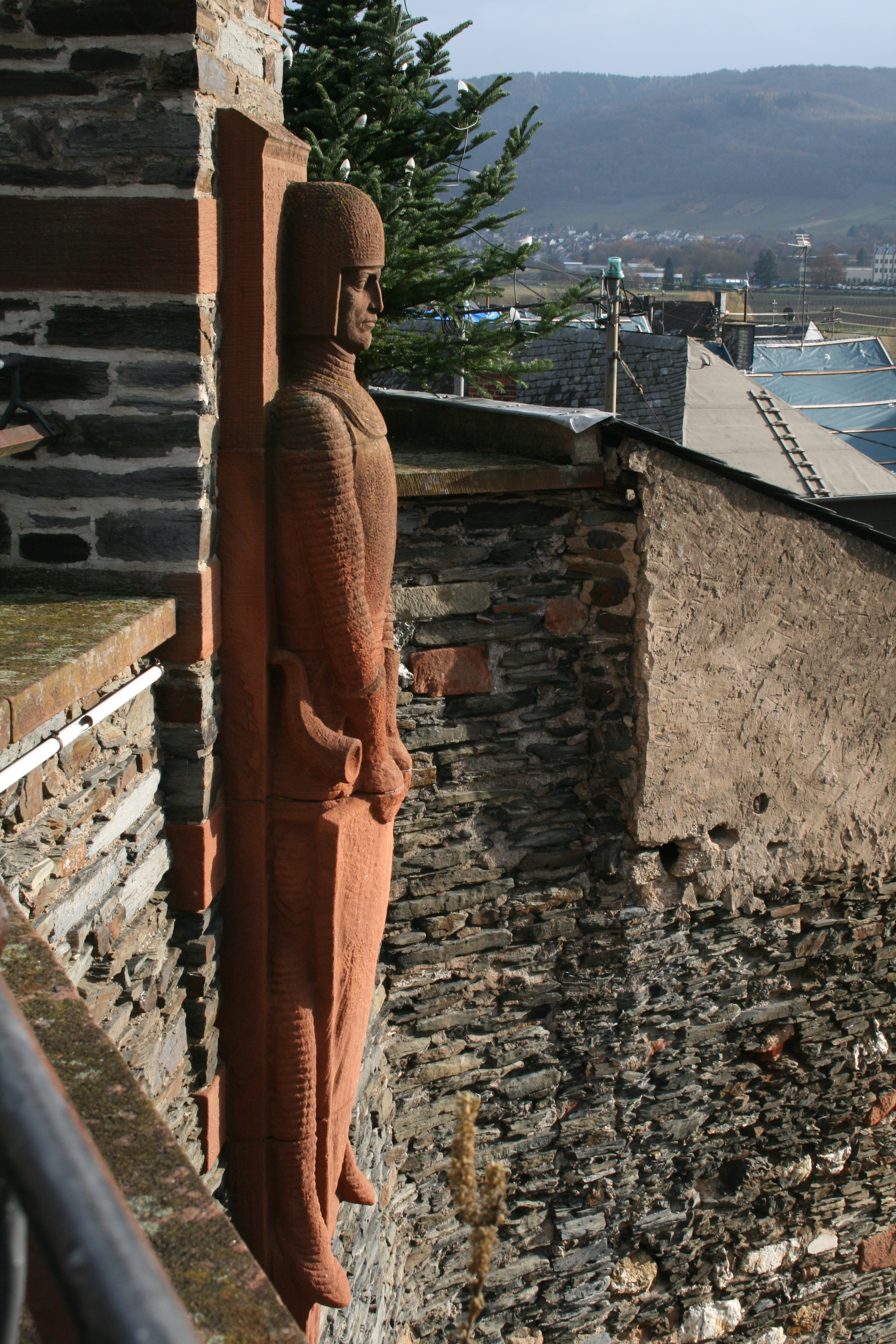
Kriegerdenkmal, zum Dorf gewandete Rückseite

### Kriegerdenkmal 1914–1918
Das Kriegerdenkmal aus Schiefer und rotem Sandstein vor dem südlichen Haupteingang der Kirche, nach einem Entwurf Henslers, wurde am 16. August 1936 eingeweiht. Es zeigt auf der Vorderseite, die der Kirche zugewandt ist, eine aus rotem Sandstein gefertigte Kreuzigungsgruppe und darüber die Jahreszahlen 1914 und 1918, dazwischen ein Eisernes Kreuz. Auf der dem Unterdorf zugewandten Rückseite ist unterhalb des Kreuzes ein mehr als 3 m hoher geharnischter Ritter mit Schild dargestellt.